# Pterostichus leonisi
Pterostichus leonisi – gatunek chrząszcza z rodziny biegaczowatych i podrodziny dzierowatych.

## Taksonomia
Gatunek ten opisał po raz pierwszy w 1904 roku Viktora Apfelbecka.

## Morfologia
Chrząszcz o wydłużonym ciele długości od 6 do 7,3 mm. Ubarwienie ma czarne, z wierzchu często z brązowawym połyskiem metalicznym, zawsze z czerwonym lub czerwonobrązowym pierwszym członem czułków, a zwykle także z ubarwionymi w ten sposób członami drugim i trzecim; ponadto z rdzawoczerwonymi głaszczkami, rdzawoczerwonymi lub czerwonobrązowymi goleniami, stopami i przynajmniej częściowo udami oraz rdzawoczerwonymi podgięciami pokryw. Głowa ma powierzchnię między oczami pokrytą punktami małymi i płytkimi oraz rozproszonymi punktami większymi i głębszymi oraz wyposażona jest w dwie pary szczecinek nadocznych (supraorbitalnych). Przedplecze ma lekko wypukłe w zarysie krawędzie boczne i nie jest w tylnych kątach wypłaszczone. Pokrywy są mocniej niż u P. vernalis wysklepione i na szczycie mniej szeroko niż u wspominanego gatunku zaokrąglone. Mają całkowicie obrzeżone podstawy oraz pozbawione są rządków przytarczkowych. Poprzeczna mikrorzeźba na ich powierzchni jest delikatniejsza niż u P. vernalis, ale znacznie lepiej zaznaczona niż u P. cursor. Skrzydła tylnej pary są w pełni wykształcone. Odnóża cechują się stopami z pośrodkowymi rowkami podłużnymi na wierzchu członów. Stopy tylnej pary mają porośnięty od spodu delikatnymi szczecinkami człon ostatni.

## Ekologia i występowanie
Owad rozmieszczony na nizinach, halofilny.
Gatunek palearktyczny, znany z Niemiec, Austrii, Czech, Słowacji, Węgier, Ukrainy, Mołdawii, Bułgarii, Bośni i Hercegowiny, Serbii, Czarnogóry, Macedonii Północnej, Grecji, południowoeuropejskiej części Rosji, Cypru oraz anatolijskiej części Turcji.